# Arrondissement Pontarlier
Arrondissement Pontarlier je francouzský arrondissement ležící v departementu Doubs v regionu Franche-Comté. Člení se dále na 8 kantonů a 155 obcí.

## Kantony
- Levier
- Montbenoît
- Morteau
- Mouthe
- Pierrefontaine-les-Varans
- Pontarlier
- Le Russey
- Vercel-Villedieu-le-Camp